# Giorgio Stivanello
Giorgio Stivanello (* 13. Juli 1932 in Venedig; † 18. Mai 2010 in Vicenza) war ein italienischer Fußballspieler.

## Karriere
Giorgio Stivanello begann seine Laufbahn als klassischer Flügelspieler im Verein seiner Heimatstadt, dem FBC Venedig. 1953 wechselte er zu Calcio Padova in die Serie B, mit denen er 1954/55 unter Nereo Rocco in die Serie A aufstieg. Sein Debüt in Italiens höchster Spielklasse feierte der Venezianer am 18. September 1955 bei der 1:2-Heimniederlage gegen Lazio Rom. Dennoch konnten sich die Biancoscudati mit Rang acht 1955/56 souverän den Klassenerhalt sichern, wozu Stivanello in 33 Partien sechs Treffer beisteuerte.
Zur Saison 1956/57 wechselte Giorgio Stivanello zu Juventus Turin, wo er auf seiner Lieblingsposition eingesetzt wurde und die Stürmer John Charles und Omar Sívori mit Flanken versorgte. Insgesamt spielte Stivanello sechs Jahre lang bei Juve, in den ersten drei Spielzeiten war er Stammkraft, danach Ergänzungsspieler. Seine beste Saison dabei spielte er 1956/57, als er elf Serie-A-Tore erzielte und zusammen mit Antonio Montico bester Schütze seiner Mannschaft war. Während seiner Zeit in Turin gewann der Flügelspieler dreimal den Scudetto und zweimal die Coppa Italia.
1962 ging Giorgio Stivanello, mittlerweile 30-jährig, zurück nach Venedig, wo er 1962/63 mit sieben Einsätzen, zwei Toren und dem Abstieg in die Serie B seine Serie-A-Laufbahn beendete. In der Saison 1963/64 lief er noch für Jesi Calcio in der Serie D auf, danach beendete Stivanello seine aktive Karriere endgültig.
Insgesamt absolvierte Giorgio Stivanello 115 Partien in Italiens höchster Spielklasse und erzielte dabei 25 Treffer. Sein Sohn Piero (* 1957) war ebenfalls Profifußballer und spielte 1974/75 für Lanerossi Vicenza in der Serie A und stieg noch am Ende der Saison mit der Mannschaft in die Zweitklassigkeit ab, wo er schließlich noch zu zwei Einsätzen kam.
Giorgio Stivanello verstarb am 18. Mai 2010 im Alter von 77 Jahren in Vicenza, wo er seit seinem Karriereende lebte und am 21. Mai beigesetzt wurde.

## Erfolge
- Italienische Meisterschaft: 1957/58, 1959/60, 1960/61
- Coppa Italia: 1958/59, 1959/60